# Eupithecia graphiticata
Eupithecia graphiticata är en fjärilsart som beskrevs av Joannis 1932. Eupithecia graphiticata ingår i släktet Eupithecia och familjen mätare. Inga underarter finns listade i Catalogue of Life.